# Von Kothen
von Kothen, adlig ätt nummer 995 på svenska Riddarhuset. Familjen härstammar från Ösel och hette förut Kothen. Den adlades 1681 och introducerades 1682. Landshövdingen i Västerbottens län, Magnus Adolf von Kothen (1704–1775), upphöjdes i friherrlig värdighet 1771 och introducerades 1772 under nr 252. Den ätten immatrikulerades 1818 även på Finlands Riddarhus under nr 16 bland friherrar, men är numera utgången. Den adliga ätten immatrikulerades under nr 74 bland adelsmän och fortlever på spinnsidan i Frankrike. Ätten von Kothen är inte längre representerad i Finland och Sverige, men hela den nu levande månghövdade adliga ätten nr 1011 Lagercrantz härstammar från Brita von Kothen (1700-1790), gift Lagercrantz. Hon var ett av tjugo syskon (elva bröder, nio systrar) och dotter till överste Simon Gustaf von Kothen (1662-1736), adlad 1681. Han och brodern adlades därvid för faderns förtjänster.
Christopher Kothen, död 1662, var kommendant i Narva.

## Bemärkta medlemmar
- Gust von Kothen och C F von Kothen var två av officerarna i Anjalaförbundet 1788, som ivrade för fred med Ryssland.
- Gustaf von Kothen (1788-1851) var lagman i Viborgs lagsaga och ledamot av Kejserliga Senaten för Finland.
- Aleksander von Kothen (1867-1917) var ledamot av Kejserliga Senaten för Finland.
- Gustaf Konstantin von Kothen.
- Casimir von Kothen.